# Vaux-lès-Saint-Claude
Vaux-lès-Saint-Claude là một xã trong vùng hành chính Franche-Comté, thuộc tỉnh Jura, quận Saint-Claude, tổng Saint-Claude. Tọa độ địa lý của xã là 46° 21' vĩ độ bắc, 05° 44' kinh độ đông. Vaux-lès-Saint-Claude nằm trên độ cao trung bình là 329 mét trên mực nước biển, có điểm thấp nhất là 324 mét và điểm cao nhất là 950 mét. Xã có diện tích 9.36 km², dân số vào thời điểm 1999 là 684 người; mật độ dân số là 73 người/km².

## Thông tin nhân khẩu
| 1962 | 1968 | 1975 | 1982 | 1990 | 1999 |
| ---- | ---- | ---- | ---- | ---- | ---- |
| 435  | 487  | 505  | 572  | 629  | 684  |

## Địa điểm tham quan
Nhà thờ trong làng xuất phát từ thế kỉ thứ 15.